# Grewia micrantha
Grewia micrantha är en malvaväxtart som beskrevs av Boj.. Grewia micrantha ingår i släktet Grewia och familjen malvaväxter. Inga underarter finns listade i Catalogue of Life.